# Эш (Верхние Пиренеи)
Эш (фр. Hèches, окс. Hèishas) — коммуна во Франции, находится в регионе Юг — Пиренеи. Департамент — Верхние Пиренеи. Входит в состав кантона Барт-де-Нест. Округ коммуны — Баньер-де-Бигор.
Код INSEE коммуны — 65218.

## География
Коммуна расположена приблизительно в 670 км к югу от Парижа, в 110 км юго-западнее Тулузы, в 34 км к юго-востоку от Тарба.
Коммуна расположена на плато Ланнемезан. По территории коммуны протекает река Нест и проходит канал Нест. Более половины территории коммуны занимают леса.

## Климат
Климат умеренно-океанический с солнечной тёплой погодой и обильными осадками на протяжении практически всего года.

## Население
Население коммуны на 2010 год составляло 619 человек.
| 1962 | 1968 | 1975 | 1982 | 1990 | 1999 | 2010 |
| ---- | ---- | ---- | ---- | ---- | ---- | ---- |
| 664  | 627  | 548  | 536  | 553  | 580  | 619  |

## Администрация
| Период | Период | Фамилия     | Партия | Примечания |
| ------ | ------ | ----------- | ------ | ---------- |
| 2001   | 2008   | Пьер Каррер |        |            |
| 2008   | 2020   | Марк Берж   |        |            |

## Экономика
В 2010 году среди 382 человек трудоспособного возраста (15-64 лет) 276 были экономически активными, 106 — неактивными (показатель активности — 72,3 %, в 1999 году было 70,6 %). Из 276 активных жителей работали 244 человека (132 мужчины и 112 женщин), безработных было 32 (9 мужчин и 23 женщины). Среди 106 неактивных 21 человек были учениками или студентами, 56 — пенсионерами, 29 были неактивными по другим причинам.

## Достопримечательности
- Часовня Нотр-Дам-де-Шамп

## Фотогалерея
- Вокзал Эш
- Карта коммуны